# Carex drepanorhyncha
Carex drepanorhyncha är en halvgräsart som beskrevs av Adrien René Franchet. Carex drepanorhyncha ingår i släktet starrar, och familjen halvgräs. Inga underarter finns listade i Catalogue of Life.